# Magellán-szoros
A Magellán-szoros (spanyolul Estrecho de Magallanes) hajózható tengeri út, hosszú, kanyargó és keskeny tengerszoros a dél-amerikai kontinens déli csúcsa (pontosabban Chile partjai), illetve a részben Argentínához tartozó Tűzföld és a vele szomszédos szigetek között. A Csendes-óceán és az Atlanti-óceán közti legfontosabb természetes átjáró, de a barátságtalan éghajlat és a szoros szűk volta miatt nehéz hajózási útnak számít. A Panama-csatorna megnyitása (1914) a Magellán-szoros fontosságát csökkentette, de nem szüntette meg.

## Leírása
Az alapvetően V alakú szoros mintegy 570 kilométer hosszú és legkeskenyebb pontján (a III. Károly-szigetnél) mintegy 2 kilométer széles.
Északnyugati részét a Smyth-csatorna köti össze más védett vízi utakkal. Ez a környék az alaszkai Belső átjáróhoz  hasonlít. A Froward-foktól (a dél-amerikai szárazföld legdélibb pontja) délre a fő hajózási útvonal a Magdaléna-csatornán folytatódik. Ez utóbbi a Beagle-csatornával hoz létre összeköttetést.
Keleten a szoros a Chile és Argentína közti tágas öbölnél nyílik, ahol a két állam az 1984-es barátsági szerződésben húzta meg a határokat. Ettől mindjárt nyugatra helyezkednek el a Primera Angostura és a Segunda Angostura elnevezésű csatornaszűkületek, amelyeket különböző korokban működő zárómorénák hoztak létre. Ezen a vidéken található a Magdaléna-sziget, a Los Pingüinos Természeti Emlékhely része. A szoros déli szegélye ezen a szakaszon a Tűzföld partja, majd a Whiteside-csatorna északi végét és a Dawson-sziget partját követi.
A Magdaléna-csatorna végétől a szoros északnyugati irányban tart a Csendes-óceán felé. Déli határa itt már nem a Tűzföld, hanem az Aracena-sziget, a Clarence-sziget, a Santa Inés-sziget, a Desolación-sziget és más kisebb szigetek. Északi szegélye itt a Brunswick-félsziget, a Riesco-sziget, a Muñoz Gamero-félsziget és kisebb szigetek. A szorost két keskeny csatorna köti össze a Seno Otway és a Seno Skyring nagy nyílt vízfelületeivel. 
Ebben a régióban található a hosszúszárnyú bálnák védelmére létrehozott Francisco Coloane parti és tengeri védett övezet. Ez a szorosszakasz a hosszan elnyúló Magellán–Fagnano-töréssel esik egybe, amelyet a dél-amerikai-lemez és a Scotia-lemez találkozása hozott létre. A törés dél felé az Almirantazgo-fjordban, majd a Fagnano-tóban folytatódik.
Nyugati irányból, a Csendes-óceán felől a szoros több bejáraton át is megközelíthető.

## A történelemben
A portugál Fernão de Magalhães, vagy nemzetközileg elterjedt angol nevén Ferdinand Magellan, a spanyol király szolgálatában elsőként hajózott keresztül a szoroson 1520-ban, Föld körüli útja során. Mivel Magellán hajói november 1-jén, mindenszentek napján érték el a szorost, a csatornát először spanyolul Estrecho de Todos los Santos (Mindenszentek-szoros) névre keresztelték. Később a hajós tiszteletére a spanyol király Magellán-szoros névre keresztelte át. 
A szorost felfedezésétől a Spanyol Királyság (illetve a később létrehozott, a spanyol koronához tartozó Chilei Királyság) déli határának tekintette. 
A spanyolok először 1581-ben tettek kísérletet a szoros gyarmatosítására Pedro Sarmiento de Gamboa vezetésével, aki az északi parton megalapította a Nombre de Jesús és a Rey Don Felipe nevű településeket. A városok azonban kezdettől komoly élelmiszerhiánytól szenvedtek és amikor 1587-ben Thomas Cavendish angol hajós partra szállt Rey Don Felipénél, csak a város romjait találta. Cavendish új nevet adott a helynek: Port Famine, azaz „Éhínség kikötő”. A legkorábban a szorosban járt európaiak közt volt Francis Drake is.
Különösen 1600 körül a szoros nagy szerepet játszott a Japánnal való kereskedelmi kapcsolatokban. Kezdetben csak a portugálok és a spanyolok ismerték, de később a hollandok és az angolok is használták a hajóutat. Miután a holland Jacob Le Maire és Willem Schouten felfedezték a Horn-fokot 1616-ban, a szoros jelentősége némileg csökkent a Csendes-óceán elérése szempontjából. Később a Horn-fok megkerülését a Panama-csatorna megnyitása tette jórészt feleslegessé 1914-ben, hiszen használatával mintegy 8000 mérfölddel lerövidülhettek a Csendes-óceán felé tartó hajóutak.

## Képek

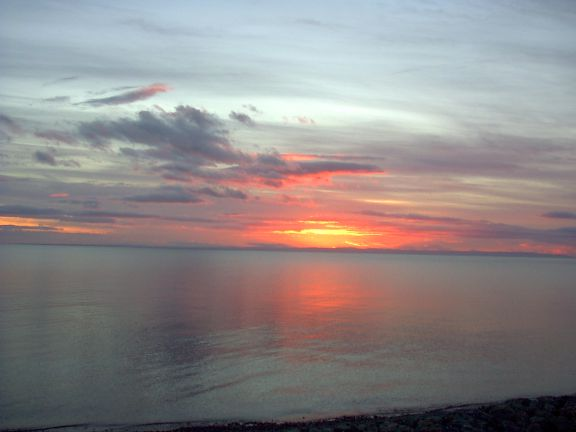
A Magellán-szoros hajnalban
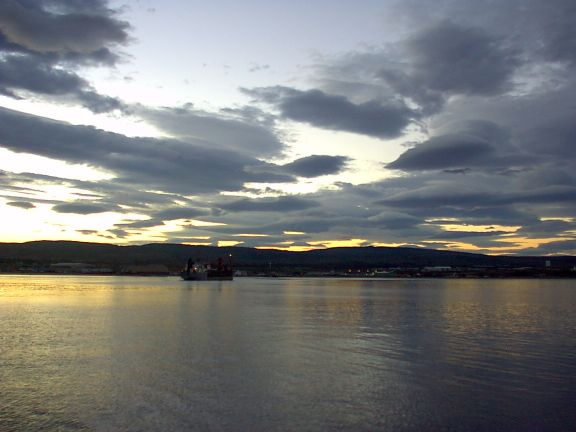
A Magellán-szoros naplementekor
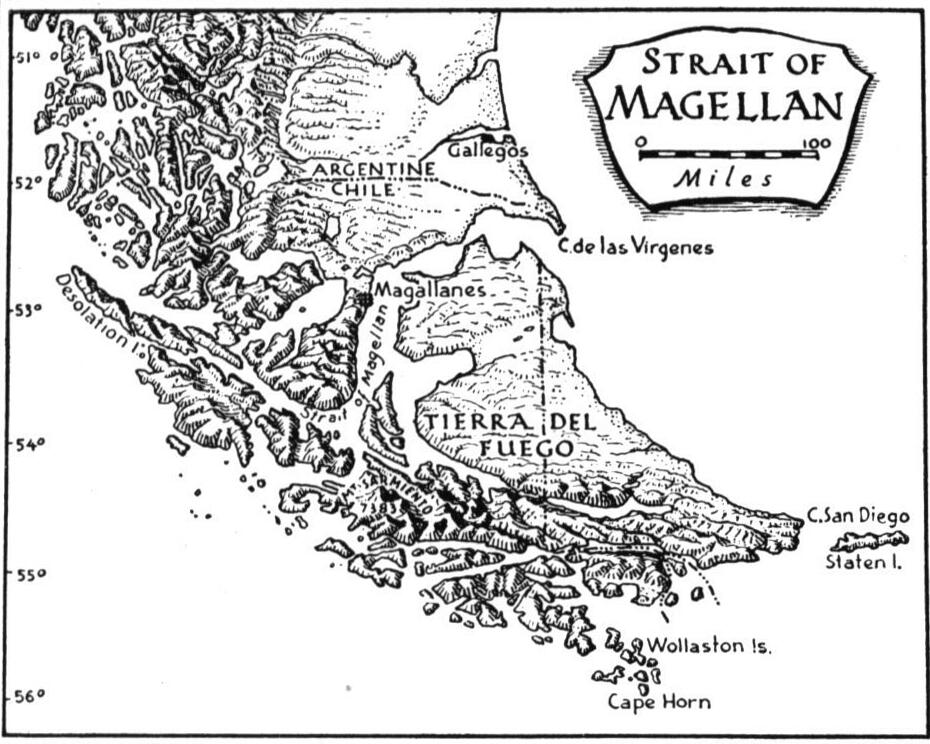
A Magellán-szoros térképe